# Alphabet linguistique russe
L’Alphabet linguistique russe est un système de transcription phonétique, basé sur l’écriture cyrillique, utilisé dans la littérature linguistique russe. Il a été conçu par des linguistes de l’Académie des sciences de Russie à la fin du XIXe siècle et au début du XXe. Il est utilisé dans les cours de phonétique russes[Lesquels ?] et est aussi utilisé pour décrire les langues turciques ou finno-ougriennes[Par qui ?].
En 1911, Lev Chtcherba présente sa version de la transcription dans un article.

Voyelles selon Chtcherba 1911.

Consonnes selon Chtcherba 1911.